# Carracedo de Compludo
Carracedo de Compludo es una localidad del municipio de Ponferrada, situada en El Bierzo, en la provincia de León (España).

## Situación
Se accede por la LE-142, carretera que une las ciudades de Astorga y Ponferrada pasando por las pedanías de Molinaseca. A la altura de la localidad de Acebo, antes de entrar al pueblo se toma un desvío a mano derecha yendo desde Ponferrada, dirección Compludo.
Carracedo de Compludo alberga una ruta de montaña que conduce a la cascada del Gualtón, la más elevada de la comarca del Bierzo.

## Población
En el INE de 2021 tiene 16 habitantes, 9 hombres y 7 mujeres.